# Раховский маслодельный завод
Раховский маслодельный завод — предприятие пищевой промышленности в городе Рахов Раховского района Закарпатской области Украины, прекратившее производственную деятельность.

## История
Маслодельный завод в посёлке городского типа Рахов был построен в 1946 году в соответствии с четвёртым пятилетним планом восстановления и развития народного хозяйства СССР. В это же время здесь была построена Раховская картонная фабрика (начавшая выпуск картонных ящиков для упаковки выпускаемого маслозаводом сливочного масла).
Поставки на завод молока для переработки обеспечивали колхозы Раховского района. В 1963 году завод произвёл продукции на сумму 490 тыс. рублей, в 1967 году - на сумму 795 тыс. рублей.
В целом, в советское время маслозавод входил в число ведущих предприятий города.
После провозглашения независимости Украины государственное предприятие было преобразовано в открытое акционерное общество. В связи с ликвидацией колхозов, обеспечивавших завод молоком, в 1997 году завод остановил основное производство. Производство молочной продукции было прекращено, с этого времени завод предоставляет помещения в аренду. В начале 2011 года предприятие было реорганизовано в закрытое акционерное общество.
По состоянию на начало 2015 года маслозавод входил в число крупнейших действующих промышленных предприятий на территории Раховского района.